# Quasar Unipower
Quasar-Unipower war eine britische Automobilmarke, die nur 1968 von Universal Power Drives in Perivale (Middlesex) gebaut wurde.
Der Quasar-Unipower Town Car war äußerst einfach konstruiert. Er war auf der verbreiterten Bodengruppe des BMC ADO16 aufgebaut. Der Wagen stand auf den 10"-Rädern des Mini. Angetrieben wurden sie vom bekannten BMC-Vierzylinder-Reihenmotor mit 1098 cm³ Hubraum. Auf dem 1624 mm langen und 1675 mm breiten Plattformrahmen war ein 1878 mm hoher Würfel aus Aluminiumprofilen aufgebaut, in die Glasfenster eingesetzt waren. Auf jeder Seite gab es zwei Schiebetüren und vorne ebenfalls zwei. Im Glaskasten waren zwei aufblasbare Kunststoffeinzelsitze vorne und dahinter eine Sitzbank für drei Personen aufgebaut.